# Manacapuru
Manacapuru est une ville brésilienne du Centre de l'État de l'Amazonas.

## Géographie
Sa population était de 82 309 habitants au recensement de 2007. La municipalité s'étend sur 7 329 km2.